# Lorna Dawson
Lorna Dawson (Escocia, Reino Unido), nacida como Lorna Anne Dawson, es una investigadora  escocesa del Instituto James Hutton de Aberdeen, donde dirige el Grupo de Ciencias Forenses del Suelo.   Dawson es conocida por su trabajo en Catching History's Criminals: The Forensics Story (2015) y Britain's Most Evil Killers (2017).

## Biografía
Dawson está licenciada en Geografía (con matrícula de honor) por la Universidad de Edimburgo, y es   doctora en Ciencias del Suelo (Universidad de Aberdeen, 1984).
Dawson es profesora visitante de Ciencias Forenses en la Universidad Robert Gordon (RGU), miembro de la Sociedad Británica de Ciencias del Suelo, científica colegiada y posee un certificado de testigo experto en Derecho Penal y Civil (Universidad de Cardiff, 2011, 2012, actualizado 2017)..
Es asesora científica y líder de KE para el medio ambiente de SEFARI (Scottish Environment Food Agriculture Research Institutes) y forma parte del Grupo Asesor de Expertos en Calidad del Suelo de Environment Protection Scotland.
Es autora del informe RSA Scotland FFCC y codirige una investigación sobre alimentación, agricultura y campo  en Escocia.
En 2017,  recibió el Pride of Britain Special Recognition Award.
Dawson es la jefa de la ciencia forense del suelo en el Instituto James Hutton y da clases en la Universidad Robert Gordon.
En junio de 2018, Dawson fue galardonada con un CBE (Comandante de la Orden del Imperio Británico) en la lista de honores del cumpleaños de la Reina,  por sus servicios a la ciencia del suelo y forense y fue galardonada con el título de miembro de la Royal Society of Edinburgh (FRSE) en 2019.
Dawson ha publicado ampliamente sobre el tema de la ciencia forense del suelo y las interacciones entre el suelo y las plantas, con más de 100 publicaciones arbitradas, libros y capítulos de libros. También es asesora experta de la Agencia Nacional del Crimen, y ha trabajado con numerosas fuerzas policiales en Escocia, Inglaterra, Gales, Irlanda, Brasil, Belice y Australia. Dawson ha asesorado e informado sobre más de 150 casos, escrito más de 100 informes de testigos expertos y presentado pruebas en 13, en el Reino Unido y en otros países.
En 2014, Dawson y su equipo de científicos ayudaron a condenar a Angus Sinclair por los asesinatos del World's End cometidos en Edimburgo en 1977.
Dawson se hizo famosa por su trabajo en Catching History's Criminals: The Forensics Story (2015) y Britain's Most Evil Killers (2017).

## Obras
*Criminal and Environmental Soil Forensics.

## Premios
- Pride of Britain Special Recognition Award, 2017.[6]
- Comandante de la Orden del Imperio Británico.[11][2]